# Queensland Reds

     franczyza Reds
Reds (oficjalnie Queensland Reds) – profesjonalny klub rugby union z siedzibą w Brisbane w australijskim stanie Queensland. Drużyna występuje w rozgrywkach Super Rugby, a jej największym sukcesem było zwycięstwo w sezonie 2011. Swoje mecze zespół rozgrywa na stadionie Lang Park. Obszarem franczyzy Reds jest cały stan Queensland. W logo klubu widnieje ciemnoczerwony koala.

## Trenerzy
- John Connolly (1989–2000)
- Mark McBain (2001–2002)
- Andrew Slack (2003)
- Jeff Miller (2004–2006)
- Eddie Jones (2007)
- Phil Mooney (2008–2009)
- Ewen McKenzie (2010–2013)
- Richard Graham (2014–2016)
- Matt O'Connor / Nick Stiles (2016)
- Nick Stiles (2016–2017)
- Brad Thorn (2018–)

## Kapitanowie
- Tim Horan (1996–1997)
- David Wilson (1998–1999)
- John Eales (2000–2001)
- Daniel Herbert (2002–2003)
- Toutai Kefu (2003)
- Elton Flatley (2004–2005)
- John Roe (2006–2008)
- Sam Cordingley (2008)
- James Horwill (2008–2014)
- Berrick Barnes (2009)
- Will Genia (2010–2013)
- Quade Cooper (2013)
- James Slipper (2015–2017)
- Rob Simmons (2016)
- Samu Kerevi (2017–2019)
- Scott Higginbotham (2018)